# Демайо, Эв
Антуан-Франсуа Эв (фр. Antoine-François Ève), также известный как Эв Демайо (Ève Demaillot; 21 мая 1747 г., Доль — 18 июля 1814 г., Париж) — французский комический актёр, драматург, журналист и революционер.

## Биография
Сын Жан-Клода Эва, юриста, и Этьеннетт Тибо. Изучал право в Безансоне. Недоучившись, завербовался в возрасте восемнадцати лет в королевскую армию, в Гиеньский пехотный полк. Выслужился до сержанта. Через несколько лет дезертировал и бежал в Амстердам, где проработал семь лет комическим актёром под псевдонимом Демайо (который он сократил позже в Майо).
Вернувшись во Францию, играл в комических операх. Был близко знаком с Сен-Жюстом, у которого был репетитором и на которого оказал известное влияние.
В 1785 году написал комедию «Фигаро, режиссёр марионеток». В том же году написал комическую оперу «Старый солдат и его подопечный». Премьера состоялась в Пале-Рояль 6 июня того же года.
В 1789 году он обратился к журналистике и включился в революционное движение, вступив в Якобинский клуб. В 1794 стал агентом Комитета общественного спасения. Принимал участие в нескольких важных миссиях. После термидорианского переворота был арестован и заключён в тюрьму. В тюрьме он написал отчёт о своей деятельности под названием «Мои действия», в котором он отрицает, что был агентом Робеспьера.

## Создатель образа мадам Анго
22 ноября 1795 года выходит первый номер газеты «Плебейский оратор, или защитник республики», которую Демайо основал вместе с Жаном-Жаком Лёльеттом и Марком-Антуаном Жюльеном де Пари. Газета выходила каждые пять дней, всего было выпущено 94 номера. В качестве приложения к газете он опубликовал 13 выпусков «Обедов мадам Анго» (под псевдонимом «Гражданин Майо»). Там впервые появляется «мадам Анго» — грубая, но остроумная рыночная торговка.
14 января 1797 году Демайо представил публике водевиль «Мадам Анго, или Рыбная торговка — парвеню».
Впоследствии он не раз обращался к этому образу.

## Противник Наполеона
К перевороту 18 брюмера отнёсся с резкой враждебностью. По этой причине новое правительство в сентябре 1800 года приказало ему покинуть Париж и отправиться в Орлеан. Он отказался подчиняться и стал скрываться. Несколько раз попадал в тюрьму под разными предлогами.
8 июня 1808 года он снова арестован вместе с генералом Гийомом как сообщник генерала Мале. Генерал был вскоре освобождён, но Демайо попал в тюрьму Grande Force, где провёл одиннадцать месяцев в тяжёлых условиях (очень маленькая тёмная камера). Следующие шесть лет он провёл в разных парижских тюрьмах, что подорвало его здоровье.
В Grande Force Демайо написал 30-страничное сочинение «Наблюдения за заключёнными, адресованные Его Величеству Императору и Королю и Великим Чиновникам Империи», в которых он осуждает злоупотребления администрации тюрьмы.
В 1810 году было решено перевести его в замок Ам в Сомме. Однако, учитывая состояние здоровья заключённого, уже полуслепого и страдающего ревматизмом, наполеоновский министр полиции Савари решает проявить милосердие и выпускает узника.
В 1814 году он скончался в больнице Дюбуа в Париже 18 июля в возрасте 67 лет.